# Skrøbelev Sogn
Skrøbelev Sogn er et sogn i Langeland-Ærø Provsti (Fyens Stift).
I 1800-tallet var Skrøbelev Sogn et selvstændigt pastorat. Det hørte til Langelands Nørre Herred i Svendborg Amt. Skrøbelev sognekommune blev ved kommunalreformen i 1970 indlemmet i Rudkøbing Kommune, der ved strukturreformen i 2007 indgik i Langeland Kommune.
I Skrøbelev Sogn ligger Skrøbelev Kirke.
I sognet findes følgende autoriserede stednavne:
- Blangshave (bebyggelse, ejerlav)
- Fårevejle (ejerlav, landbrugsejendom)
- Godthåb (bebyggelse)
- Henninge (bebyggelse, ejerlav)
- Henninge Nor (areal)
- Kragholm (bebyggelse, ejerlav)
- Kragholm Huse (bebyggelse)
- Kurvemose (bebyggelse)
- Møllemose Huse (bebyggelse)
- Pusseløkke (bebyggelse, ejerlav)
- Skrøbelev (bebyggelse)
- Skrøbelevgård (landbrugsejendom)
- Torpe (bebyggelse, ejerlav)
- Vindeltorp (bebyggelse, ejerlav)
- Ørkenbjerg (bebyggelse)